# Som boblerne i bækken
Som boblerne i bækken er det sidste studiealbum af den danske rocksanger Peter Belli. Det udkom den 18. november 2016 på REO Records og Universal Music. Albummet består af fortolkninger af danske sange. Titlen er taget fra et vers i Emil Aarestrups digt Angst, som Peter Belli også fortolker på albummet. Albummet er sidste del i en trilogi der også består af Når timerne bli'r små (2004) og Sange fra blomstersengen (2005).

## Spor
| #   | Titel                         | Sangskriver(e)                                                                | Original artist    | Længde |
| --- | ----------------------------- | ----------------------------------------------------------------------------- | ------------------ | ------ |
| 1.  | "De her dage"                 | Marie Key                                                                     | Marie Key          | 3:52   |
| 2.  | "Endeløst"                    | Rasmus Walter                                                                 | Rasmus Walter      | 3:45   |
| 3.  | "Nordhavn Station"            | Niklas Schneidermann, Rasmus Kern, Johan Olsen, Terkel Møhl, Jacob Storebjerg | Magtens Korridorer | 3:07   |
| 4.  | "Kongens Have"                | Tim Christensen, Marcus Winther-John                                          | Tim Christensen    | 3:18   |
| 5.  | "Går der mon skibe"           | Jens Møller, Nils Torp                                                        | Souvenirs          | 2:53   |
| 6.  | "Hvor er tiden der tar os"    | Winther-John, Christensen                                                     | Inside the Whale   | 3:07   |
| 7.  | "Jeg har ikke lyst til at dø" | Peter Sommer, Simon Kvamm                                                     | De eneste to       | 4:57   |
| 8.  | "Hey Vanessa"                 | Sys Bjerre, Winther-John, Thomas Stengaard                                    | Sys Bjerre         | 3:56   |
| 9.  | "Det er Knud som er død"      | Niels Brandt, Tom Kristensen                                                  | The Minds of 99    | 2:58   |
| 10. | "Mogens og Karen"             | Christian Juncker, Jakob Groth                                                | Juncker            | 2:59   |
| 11. | "For at tænde lys"            | Lars Lilholt, Torp                                                            | Lars Lilholt       | 3:27   |
| 12. | "Du Kan Gøre Hvad Du Vil"     | Patrik Isaksson, Christian Brøns                                              | Christian Brøns    | 4:14   |
| 13. | "Angst"                       | Emil Aarestrup                                                                | Peter Thorup       | 0:23   |
| 14. | "Hvad er der så mer"          | John Mogensen                                                                 | John Mogensen      | 3:20   |

Noter
- "Kongens Have" er en dansk oversættelse af Tim Christensen's "King's Garden" (2000).

## Medvirkende
- Marcus Winther-John – producer, arrangement, akustisk guitar, kor
- Lars Skjærbæk – producer, arrangement, elektrisk guitar, akustisk guitar, dobro, e-bow, kor, percussion, co-lead vokal ("Jeg har ikke lyst til at dø")
- Martin Jønsson – producer, arrangement, flygel, tangenter, klokkespil, kor, assisterende engineer
- Søren Mikkelsen – producer, arrangement, indspilning, mixer, mastering, percussion, keyboards, trommer
- Poul Martin Bonde – producer, arrangement, executive producer, co-lead vokal ("Jeg har ikke lyst til at dø"), kor ("Du kan gøre hvad du vil")
- Peter Belli – vokal
- Lars Lilholt – violin, vokal ("For at tænde lys")
- Mads Tønder – indspilning ("For at tænde lys")
- Søren Zahle – indspilning ("For at tænde lys")
- Terkel Møhl – kontrabas, kor ("Nordhavns Station")
- Anders Ramhede – tromme, tambourin, kor ("Nordhavns Station")
- Johan Olsen – kor ("Nordhavns Station")
- Niklas Schneidermann – akustisk guitar, kor ("Nordhavns Station")
- Jens Ove Friis – label executive

## Hitliste
| Hitliste (2016)        | Højeste placering |
| ---------------------- | ----------------- |
| Danmark (Album Top-40) | 15                |